# Woylaytta-Zone
Woylaytta  oder Wolaita ist eine Verwaltungszone in Äthiopien. Es ist nach den Woylaytta benannt, deren Heimat in jener Zone liegt. Wolayita grenzt im Süden an die Gamo-Zone, im Westen an den Omo-Fluss, der es von Dawro trennt, im Nordwesten an die Kembata-Zone und Tembaro Special Woreda, im Norden an Hadiya, im Nordosten an die Oromia-Region. Im Osten grenzt es an den Fluss Bilate, der es von der Region Sidama trennt, und im Südosten durch den Abaya-See, der es von der Region Oromia trennt. Das Verwaltungszentrum von Woylaytta ist Wolayta Sodo. Weitere größere Städte sind Araka, Bodite, Xabala, Bale Hawaasa, Gasuba, Gununo, Badessa und Dinttuwa.

## Demografische Daten
Basierend auf der Bevölkerungsprognose des Central Statistical Agency of Äthiopien (CSA) für 2021 hat die Zone eine Gesamtbevölkerung von 6.142.063 auf einer Fläche von 4.208,64 Quadratkilometern. Von der Gesamtbevölkerung der Zone sind 3.115.050 Frauen und 3.027.013 Männer.